# Obična osa
Obične ose (Vespula vulgaris) su vrsta kukaca iz porodice osa, roda Vespula. Obične ose su, uz vrstu njemačkih osa (Vespula germanica), najčešća vrsta osa u Srednjoj Europi.

## Izgled
Matice običnih osa duge su do oko 20 mm. Radnice su s oko jedanaest do četrnaest milimetara dosta manje. Trutovi su veliki od trinaest do sedamnaest milimetara. Od njemačkih osa obične ose razlikuju se uzorkom na glavi.
Dok njemačka osa ima na čeonom dijelu glave jednu do tri u obliku pruga složene linije crnih točkica ili jednu malu, ravnu crnu prugu, na istom dijelu glave običnih osa nalazi se široka crna pruga koja se prema dnu još malo širi. Crno-žuti uzorak na tijelu obje vrste je vrlo varijabilan, i ne pomaže u određivanju vrste.

## Način života

### Ishrana
Odrasle životinje hrane se gotovo isključivo nektarom i drugim slatkim biljnim sokovima, dok larve hrane kašom sažvakanih kukaca ili drugih životinjskih bjelančevina. Obične ose u potrazi za vlastitom hranom često nađu kolače ili druge slatke ljudske namirnice, i samo ih se teško može otjerati.

### Gradnja gnijezda
Od sredine travnja sreću se oplođene kraljice kako traže hranu i mjesto za gradnju gnijezda. U to vrijeme joj kao izvor hrane služi na primjer nektar cvjetova vrba. Nakon oko dva do tri tjedna hranjenja i potrage za mjestom za gnijezdo, na nekom tamnom, zaštićenom mjestu matica gradi gnijezdo od sažvakanih celuloznih vlakana.
Matice gnijezda često smještaju u podzemna staništa glodavaca da bi ih se kasnije, s rastom legla, povećavalo. No, i niz drugih tamnih mjesta i šupljina na zgradama ose koriste za gradnju gnijezda. Početno gnijezdo ima samo deset do dvadeset stanica pričvršćenih otvorom prema dole na "krov" gnijezda i zaštićeno okruglom ovojnicom.

### Osnivanje "društva"
Matica u svaku stanicu polaže po jedno jajašce koje odmah nakon polaganja oplođuje spermijima iz vrećice koju nosi sobom od zadnje jeseni. U ovom razdoblju matica je prepuštena sama sebi pa gradnju gnijezda i brigu za podmladak obavlja sama. Hrani larve kašom od sažvakanih kukaca, koje nakon hranjenja ispuštaju kapljice tekućine sa šećerom čime se matica hrani, a larvama je jedini način ispuštanja tekućine. Tek kratko vrijeme prije nego što se zakukulji ličinka izbacuje izmet. Time se sprečava razvoj gnjiloće legla zbog prljanja gnijezda izmetom. Matica luči feromone što je razlog da se iz larvi ne razvijaju nove ženke sposobne za rasplod, nego neplodne radnice na koje matica prenosi dograđivanje gnijezda i brigu o hranjenju i njezi larvi. Nakon toga, matica se brine još samo o polaganju jaja novih generacija. Radnice grade stanice u više vodoravnih redova.

### Osinje društvo
Broj a time i veličina društva brzo raste i u pravilu ima oko 3.000 do 4.000 jedinki. Vrlo velika društva mogu imati i do 10.000 jedinki, a u ekstremnim slučajevima čak do 50.000.
U osinjem društvu posao je podijeljen. Tako se individue bave ili gradnjom gnijezda, ili čišćenjem stanica, hranjenjem larvi, brigom o matici ili nabavom hrane. Skrb o podmlatku kod njih je jednako intenzivna kao kod pčela.
Zbog smanjene količine izlučenog feromona i dobre skrbi o larvama, u kasno ljeto ili jesen iz njih se razvijaju plodne ženke koje isto polažu jaja, no kako se nisu parile, iz tih neoplođenih jaja razvijaju se mužjaci (trutovi) koji nakon što se pare s plodnim ženkama, ugibaju. Kako bi se izbjeglo nepoželjno parenje sa srodnicama, trutovi napuštaju leglo i traže plodne ženke iz drugih društava.

### Propast i novi početak
U kasnu jesen stara matica ugiba, a nakon toga osinja zajednica se raspada. Kad počnu hladnoće, zadnje radnice iz stare zajednice ugibaju. Samo oplođene mlade matice traže zaštićene zaklone. U odgovarajućem zakloništu provode zimu u zimskoj ukočenosti. Sljedećeg proljeća mlada matica zasniva novo društvo gradnjom novog gnijezda na odgovarajućem mjestu i podizanjem prve generacije radnica.

### Napad i obrana
Za savladavanje i paraliziranje mogućeg plijena ili za obranu od mogućeg napada na gnijezdo, ose koriste svoj žalac koji, za razliku od pčelinjeg nema kukicu, pa se zbog toga može višekratno koristiti i pri tome ubrizgavati otrov. Refleks ubadanja nastavi postojati i kod već uginule životinje.

## Štetnost

### U odnosu na čovjeka
Sklonost običnih osa jelima i napicima ljudi dovela ih je na loš glas. Pored toga, vrlo su uporne, agresivne i nepredvidljive ako se čovjek slučajno previše približi njihovom gnijezdu, ili ako se osjete ugrožene naglim pokretima čovjeka. Kod uboda, ispuštaju alarmirajuće feromone koji privlače druge ose i potiču ih na ubadanje. Njihov otrov može kod nekih ljudi izazvari alergijsku reakciju.
Ubodeno mjesto valja odmah pregledati i odmah staviti hladan oblog, najbolje od leda koji se otapa unutar maramice ili krpe. Nakon 10-ak minuta, oblog se može skinuti i pregledati ubod te ako je ostao dio žalca treba ukloniti.

### U odnosu na ekološku ravnotežu
Ranih osamdesetih godina 20. stoljeća nehotice su na Novi Zeland donesene prvo njemačke ose, a nešto kasnije i obične ose. Kako tamo ne postoje prirodni neprijatelji ovih osa, a pored toga je i u nekim područjima klima topla cijelu godinu, obje vrste osa su se u novoj domovini strelovito razmnožile. Pri tome je do sad obična osa gotovo potpuno potisnula njemačku osu, koja je stigla u Novi Zeland prije nje. Obična osa na Novom Zelandu tvori kolonije s više od 100.000 jedinki i pored toga na posebno agresivan razbojnički način napada druge kukce koje mogu savladati. Time je postala velika opasnost za tamošnji osjetljiv ekosustav. Ako se ne nađe učinkovita metoda za njihovo obuzdavanje ili čak i eliminiranje, prijeti opasnost da nepovratno naruše ekološku ravnotežu Novog Zelanda.

## Vanjske poveznice
- Još fotografija i informacija  Arhivirana inačica izvorne stranice od 27. kolovoza 2007. (Wayback Machine)
- Ose u pčelinjaku  Arhivirana inačica izvorne stranice od 18. listopada 2008. (Wayback Machine) članak na WebPčelinjaku